# New Knight
New Knight is een historisch merk van motorfietsen.
De bedrijfsnaam was: Holloway & Knight, Bedford, later Lantons Garage & Engineering Ltd., Peterborough.
Dit was een Engels merk dat in 1923 begon met de productie van motorfietsen met 147-, 247- en 349cc-Villiers-tweetaktmotoren en een model met een 293cc-JAP-zijklepmotor. Het merk verdween nog in hetzelfde jaar van de markt.
In 1924 kwam het echter terug, mogelijk na de overname door Lantons Garage in Peterborough. Opnieuw waren de 147- en 247cc-Villiers-motoren ingebouwd, maar de machines waren wel moderner, met de juist door Howard Davies bedachte zadeltank en trommelremmen op beide wielen. In 1925 werd het 247cc-model vervangen door een 172cc-model, dat in 1928 het enige model werd. In 1929 werd een 172cc-sportmodel en een nieuw 247cc-model toegevoegd. Beide modellen hadden een Sturmey-Archer drieversnellingsbak.
Het merk overleefde de Grote Depressie echter niet en verdween in 1931 van de markt.